# Adrián Vidaurre
Adrián Vidaurre (nació en La Libertad, El Petén, Guatemala) fue un político guatemalteco que tuvo una participación activa y relevante durante los veintidós años del gobierno del licenciado Manuel Estrada Cabrera. Manejó la Auditoría de Guerra, fue presidente de la Asamblea Legislativa de Guatemala y manejó la situación de ese país centroamericano cuando el Partido Unionista se organizó para derrocar al presidente Estrada Cabrera entre 1919 y 1920. Con habilidad política indiscutible, tras la caída de Estrada Cabrera, consiguió que la mayoría de los excolaboradores del derrocado presidente se perpetuaran en el poder y él mismo fue ministro de Fomento, asesor del ministro de la Guerra, y luego embajador de Guatemala en Cuba.

## Biografía
De porte elegante, inició su actividad política de corte desde el gobierno de José María Reyna Barrios.

## Vida política
Para 1899 la Asamblea Nacional Legislativa ya estaba completamente supeditada a los designios del presidente Manuel Estrada Cabrera, gracias a que la mayoría de representantes eran incondicionales de este. Entre los miembros de esta Asamblea, se puede mencionar, además de a Vidaurre, a Carlos Herrera y Luna, José María Letona y José María Orellana, quienes luego desempeñarían importantes cargos de gobierno en los veinte años siguientes.
Aunque protegido por Estrada Cabrera, era odiado entrañablemente por el presidente; a pesar de ello, el 15 de marzo de 1899 fue nombrado auditor general de Guerra, cargo que no existía en administraciones anteriores, y que desempeñó por muchos años.

### Atentado de los Cadetes

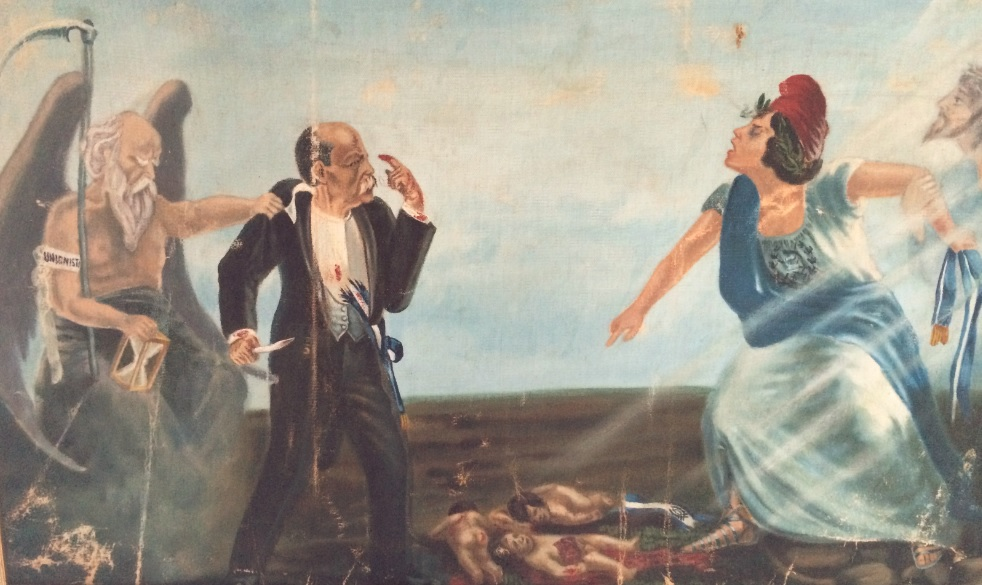
El tiempo de Cabrera ha llegado: el Partido Unionista se lo lleva después de que el presidente ha destrozado a los hijos de Guatemala, mientras que Cristo le recuerda a Guatemala que debe perdonar.
Museo Nacional de Historia de Guatemala

Para 1908, la Iglesia de Santo Domingo había cambiado el recorrido de su solemne de Viernes Santo para pasar frente a la casa de habitación del presidente, situada en la séptima avenida sur de la Ciudad de Guatemala. Esta circunstancia fue tomada en cuenta por varios cadetes y oficiales de la Escuela Politécnica, quienes advirtieron que el capirote del traje de cucurucho —que cubría el rostro de los penitentes— era ideal para esconder a posibles conspiradores. Los cadetes concibieron un plan sencillo: aprovechando que la procesión iba a pasar frente a la casa del presidente, iban a ir disfrazados con cucuruchos e iban a invadir la casa presidencial y apresar a Estrada Cabrera. Pero para el Miércoles Santo de ese año, los conjurados estaban presos: dos de ellos, durante una borrachera en una fonda, habían hablado de más y habían terminado en la cárcel. Estrada Cabrera, una vez que supo de la conjura, puso palizadas frente a su casa, prohibió que la procesión pasara frente a la misma, y eliminó el uso de los capirotes en el traje de los penitentes.
El 20 de abril de 1908, durante la recepción oficial del nuevo ministro plenipotenciario de los Estados Unidos en el Palacio de Gobierno, el cadete de la Escuela Politécnica Víctor Manuel Vega, en venganza por la prisión y torturas de sus jefes y amigos, le disparó a Estrada Cabrera a quemarropa un proyectil que milagrosamente solo hirió a este en el dedo meñique. Este hecho ocurrió durante un acto oficial en el Palacio de Gobierno. Enfurecido y a modo de escarmiento popular, Estrada Cabrera ordenó fusilar a prácticamente toda la compañía de caballeros cadetes a la cual pertenecía el cadete Vega, a excepción de dos, Rogelio Girón y Manuel Hurtarte, quienes fueron llevados a la penitenciaría central sin darles razón alguna.
En cuanto al cadete Vega, este había muerto en el lugar donde intentó perpetrar el magnicidio, cayendo a los pies de Estrada Cabrera al ser alcanzado por las balas de los guardias del mandatario. El presidente ordenó que la escuela militar fuera disuelta, el edificio —que estaba ubicado en el antiguo convento de la iglesia de la Recolección en la Ciudad de Guatemala— fuera demolido y que se regara sal sobre los cimientos. Numerosos militares fueron encarcelados, incluyendo algunos generales allegados al presidente.
Nuevamente se publicaron extensas «Manifestaciones de Adhesión» para el «Benemérito de la Patria». El licenciado Vidaurre, como auditor de Guerra, estuvo a cargo de las persecuciones que se dieron posteriormente.

### Caída de Estrada Cabrera

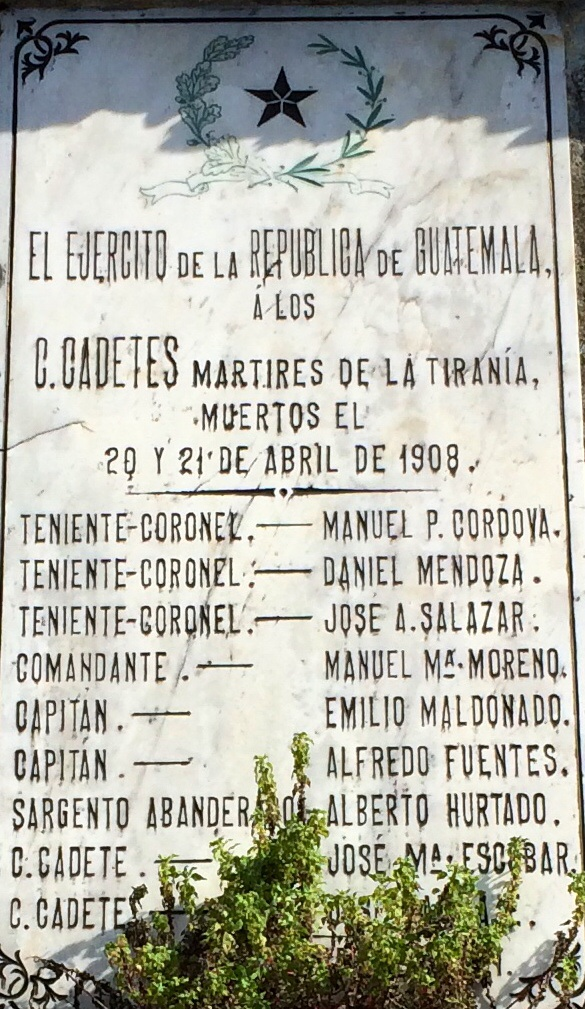
Tumba y monumento de los cadetes caídos tras el atentado del cadete Víctor Manuel Vega en contra de Estrada Cabrera, situados en el Cementerio General de la Ciudad de Guatemala.

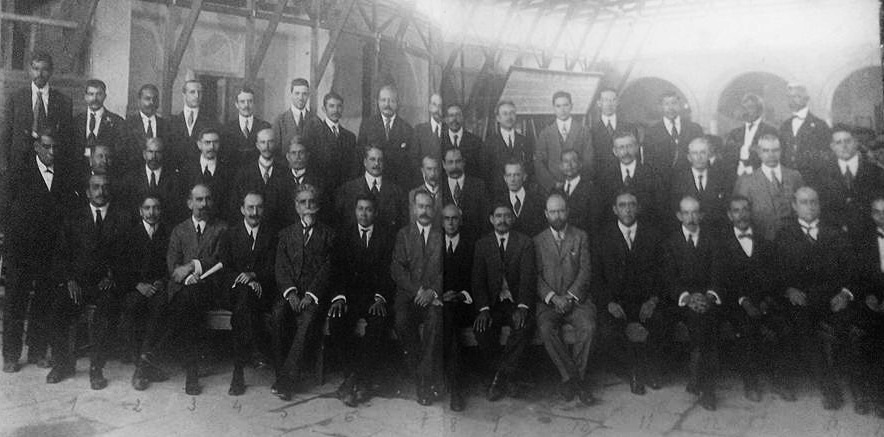
Miembros del Partido Unionista en la Casa del Partido en 1920.

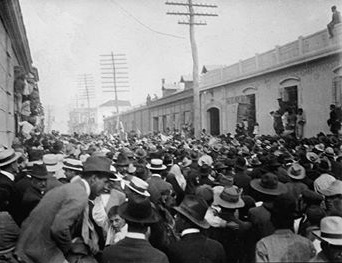
Otra fotografía del 8 de abril de 1920, cuando el pueblo se agolpó en la calle frente a la Asamblea Nacional.

Estrada Cabrera se vio obligado a aceptar la oficialización del «Partido Unionista», ya que tenía la presión política interna y la internacional. El 1° de marzo de 1920 en la inauguración del período de sesiones de la Asamblea Nacional Legislativa, se reconoció al partido quedando así oficializada su existencia. A partir de entonces, Estrada Cabrera reiteró públicamente su voluntad de atender los deseos de la comunidad internacional para dar mayor apertura política, pero seguía arrestando a los simpatizantes unionistas. El 11 de marzo de 1920, los unionistas convocaron a una manifestación en la que participaron miles de ciudadanos, siendo abanderado de aquella manifestación el ciudadano y dirigente unionista José Azmitia. Pero esta manifestación fue reprimida por el Gobierno; el Ejército disparó contra los indefensos manifestantes, lo que unió a la población y a la comunidad internacional en contra de que Estrada Cabrera continuara en el poder. El 18 de marzo todo el personal de correos y aduanas se unió al nuevo partido, acción que fue inmediatamente imitada por el personal de telégrafos.
Para el 7 de abril de 1920, todo el pueblo de Guatemala estaba afiliado al partido unionista y la autoridad de su directiva en toda la República. Con Estrada Cabrera quedaba un grupo reducido de partidarios que todavía buscaban su protección precaria y unos cinco mil hombres de tropa, en su mayoría indígenas de Momostenango, bien armados y en posesión de las dos anticuadas fortalezas de Matamoros y San José. Los unionistas no tenían armas ni habían buscado conexiones militares; Silverio Ortiz y algunos otros directores habían recibido la promesa de muchos jefes militares de apoyarlos en caso de conflicto armado, pero solo uno de ellos, López Ávila, tenía a la sazón tropas a su mando y exigía un decreto de la Asamblea para resguardo de su honor militar. Había llegado el momento de dar el golpe decisivo, pero se resolvió, a propuesta de Tácito Molina, que el presidente provisional que sustituyera a Estrada Cabrera fuese un hombre que inspirara plena confianza a la directiva del partido unionista, pero no un miembro relevante de este, dejándose para elecciones posteriores la selección del candidato idóneo.
Para lograr el acuerdo, fue necesario que los unionistas entraran en componendas con un grupo de diputados liberales cabreristas, y con el presidente de la Asamblea Nacional, que en ese momento era el cabrerista Vidaurre y su segundo, José Beteta; entre los diputados con quienes se pactó estaban: Mariano Cruz, Carlos Herrera y Luna y Manuel Arroyo. Por parte de los unionistas, los que negociaron con los diputados fueron: Tácito Molina, Manuel Cobos Batres, Demetrio Ávila y Julio Bianchi. Al final, acordaron que el presidente interino fuera Carlos Herrera, mientras que los cabreristas iban a designar a cuatro de sus ministros de gobierno y los unionistas a los otros tres. Escritores unionistas como el propio Bianchi Smout y Rafael Arévalo Martínez aducen que el partido aceptó esta fórmula propuesta por Vidaurre por buena fe y por desconocimiento político, dados los nefastos resultados que tuvo.
Ya acordado como se formaría el gabinete, se procedió a programar la sesión de la Asamblea del 8 de abril. Se acordó que el orden del día sería:
1. dar la licencia, no solicitada, a Estrada Cabrera para que pudiera ausentarse del país;
2. elegir a Herrera como presidente provisional, y
3. emitir un decreto ordenando a todas las fuerzas militares que reconocieran al nuevo Gobierno como la única autoridad legítima de la república.[13]

En la sesión legislativa del 8 de abril de 1920 el líder unionista José Azmitia entregó un documento con las acusaciones contra el presidente, y el diputado Letona —reconocido cabrerista que había hablado con los unionistas la noche anterior— pronunció un discurso que había sido acordado, y en el que proponía derrocar al presidente declarándolo mentalmente incapaz para gobernar, contentando así al pueblo sin que los diputados aparecieran como traidores. Su discurso fue saludado con una gran ovación.
El discurso fue ratificado por Vidaurre y se solicitó una comisión de médicos que se conformara allí mismo; la asamblea se declaró en sesión permanente y el pueblo, agolpado afuera del edificio, no le permitió la salida a los diputados. Cuando por fin los médicos se pusieron de acuerdo en dictaminar que Estrada Cabrera mostraba síntomas de enajenación mental, se supo que un contingente del ejército se aproximaba por el Instituto Nacional Central para Varones para desalojar la Asamblea. Vidaurre actuó rápidamente y envió a cuatro generales a contener a las fuerzas del Gobierno. Al salir los militares, se procedió a elegir quién iba a ocupar la presidencia interina, y como ya se había acordado la noche anterior, se escogió a Carlos Herrera.
El gabinete de transición que acompañó a Herrera inicialmente, después de las negociaciones entre Vidaurre y los unionistas, quedó conformado de la siguiente forma:
- Gobernación: Adalberto Saravia (Partido Unionista);
- Relaciones Exteriores: Luis P. Aguirre (Partido Unionista);
- Guerra: José A. Beteta (cabrerista; en realidad, la cartera estuvo a cargo de Adrián Vidaurre);
- Hacienda: Adrian Vidaurre (cabrerista; fue auditor de Guerra, diputado y presidente de la Asamblea Legislativa durante el gobierno de Estrada Cabrera);
- Educación Pública: Manuel Arroyo (cabrerista);
- Fomento: Alberto Mencos (cabrerista).[18]

El 4 de mayo de 1920, se seleccionaron los candidatos para las elecciones presidenciales y los clubes unionistas en toda la república se reunieron para elegir entre Tácito Molina Izquierdo y el Dr. Julio Bianchi. Sin embargo, los cabreristas, que por medio del exauditor de guerra Vidaurre contaban con el control del ejército, se organizaron en el Partido Demócrata y le ofrecieron la candidatura presidencial a Herrera, que la aceptó inmediatamente; ante esta situación, Manuel Cobos Batres promovió, y fue aceptado por la mayoría del partido tras largas horas de discusión, que se ofreciera la candidatura presidencial del Partido Unionista a Herrera sin más dilaciones. Este fue el final del Partido Unionista, pues Herrera quedó en el poder junto con los cabreristas; como premio de consolación para los unionistas, el Dr. Bianchi fue enviado a los Estados Unidos como embajador de Guatemala.
En cuanto al régimen de Herrera, el descontento producido entre los políticos cabreristas del país y la oposición a ratificar contratos con la United Fruit Company y otras empresas extranjeras dieron lugar a que Herrera fuera depuesto en un golpe de Estado dirigido por el general José María Orellana en el 5 de diciembre de 1921. Tras el golpe de Estado del 5 de diciembre, se instituyó un triunvirato militar encabezado por el general Orellana y los generales Lima y Larrave. Los miembros del gabinete de Herrera pertenecían al Partido Unionista fueron encarcelados y Vidaurre tuvo que salir al exilio.

## Obras
- Los últimos treinta años pasados en la vida de Guatemala
- Paralelo entre dos administraciones (1907)[26]

## En la Literatura
- Es el Auditor de Guerra en la Novela El señor Presidente de Miguel Ángel Asturias.[1]
- El personaje del Auditor de Guerra fue interpretado por el primer actor guatemalteco Rafael Pineda, quien recibió críticas altamente positivas por el papel.